# Дионкофилловые
Дионкофилловые (лат. Dioncophyllaceae) — семейство цветковых растений порядка Гвоздичноцветные (Caryophyllales). Включает 3 монотипных рода.

## Ботаническое описание

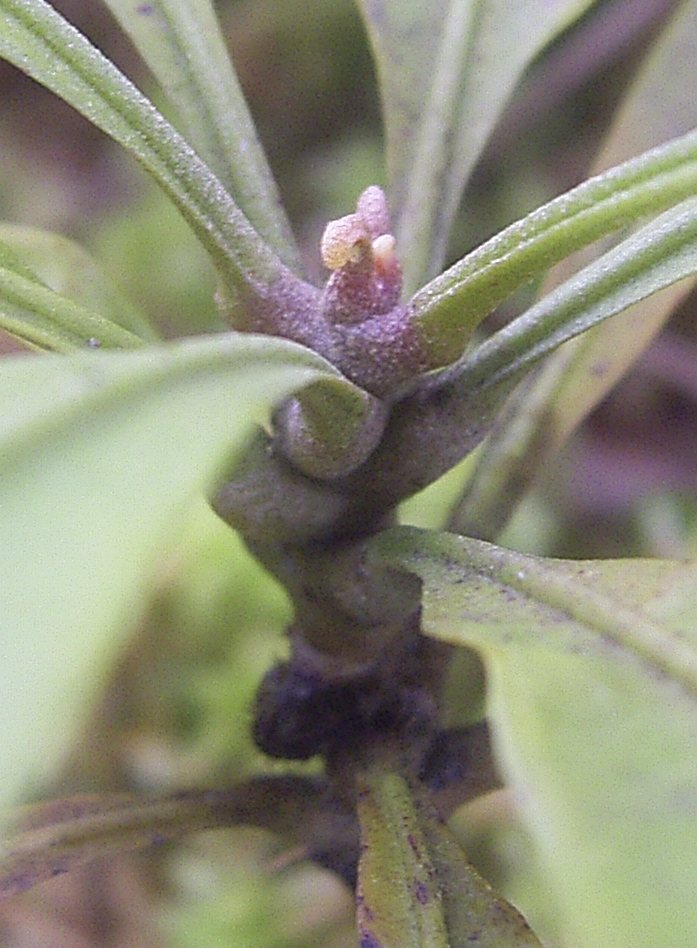
Часть побега Triphyophyllum peltatum

На определённом этапе жизненного цикла все виды семейства являются лианами. Они поднимаются вверх по опоре с помощью специальных крючочков или усиков, образованных концом главной жилки листа. Самый известный представитель семейства — Triphyophyllum peltatum — является растением-хищником.

## Ареал
Представители семейства распространены во влажных лесах Западной Африки.

## Родственные связи
Ближайшим родственником дионкофилловых является анцистрокладус из монотипного семейства анцистрокладовые. Оба эти семейства формируют особую кладу главным образом плотоядных растений. Эта клада примерно в 1998 году была отнесена к порядку гвоздичноцветные. Кроме этих двух семейств, в эту кладу включают также семейство росянковые (Droseraceae) (росянка и венерина мухоловка), непентовые (Nepenthaceae) и росолистные (Drosophyllaceae).

## История классификации
Система Кронквиста (1981) относит это семейство к порядку фиалкоцветные (Violales). Система APG II (2003) признает это семейство и помещает его в порядок гвоздичноцветные (Caryophyllales), кладу эвдикот.

## Таксономия
Семейство Дионкофилловые включает 3 монотипных рода:
- Dioncophyllum Baill. — Дионкофиллумtypus с видом Dioncophyllum thollonii Baill.
- Habropetalum Airy Shaw — Хобропеталум с видом Хабропеталум Доу (Habropetalum dawei (Hutch. & Dalziel) Airy Shaw)
- Triphyophyllum Airy Shaw — Трифиофиллум с видом Трифиофиллум щитовидный (Triphyophyllum peltatum (Hutch. & Dalziel) Airy Shaw)